# The King of Fighters 2000
The King of Fighters 2000 é um videogame realizado no ano de 2000 pela empresa fabricante de jogos SNK. É o sétimo jogo da série The King of Fighters, o sexto episódio da história da série e o segundo jogo da Saga Nests.
Depois da destruição total de Southtown K' cai inconsciente e vê uma menina chorando, e depois de algum tempo Maxima consegue reacordar K' que encontra Whip de repente a sua frente e percebe que ela é muito parecida com a menina! De repente Whip pergunta se ele estava sonhando com uma menina chorando, assim K' fica muito espantado e ambos seguem sozinhos para acabar com a NESTS, com K' retirando sua luva e não perdendo o controle das chamas, mostrando assim que obteve total controle de seu poder. 

### Secretos
Tornam-se selecionáveis após a execução de códigos.
- Another Iori, versão alternativa de Iori; veste um casaco que vai aos pés e calças normais, com o tronco a mostra.
- Candy Diamond, é a irmã de Kula. Na história, ela salva a mesma depois de ela ter destruído o Zero Cannon. [6]